# Lilla
A Lilla női név a Lívia és a Lídia régi magyar becézéséből alakult önálló névvé. Csokonai Vitéz Mihály szólította így Vajda Julianna nevű múzsáját, a név a Lilla-dalok hatására terjedt el és vált népszerűvé.

## Rokon nevek
Lídia, Lívia

## Gyakorisága
Az 1990-es években gyakori név, a 2000-es években a 19-25. leggyakoribb női név.

## Névnapok
- február 12.[2]
- február 16.[2]
- július 27.[2]

## Híres Lillák
| - Bánhidi Lilla szerkesztő, riporter - Hermann Lilla szinkronszínésznő - Krenács Lilla válogatott labdarúgó - Labancz Lilla színésznő - Nagy Lilla labdarúgó - Pártay Lilla koreográfus - Polgár Lilla népdalénekes - Polyák Lilla színművésznő - Sipos Lilla válogatott labdarúgó - Szathmáry Lilla orgonista, karnagy - Vincze Lilla énekesnő, szövegíró - Székely Lilla búvár úszó |

## Településnévben
- Lillafüred